# (4910) Kawasato
(4910) Kawasato (1953 PR) – planetoida z grupy przecinających orbitę Marsa okrążająca Słońce w ciągu 3 lat i 297 dni w średniej odległości 2,44 j.a. Została odkryta 11 sierpnia 1953 roku w Landessternwarte Heidelberg-Königstuhl w Heidelbergu przez Karla Reinmutha. Nazwa planetoidy pochodzi od Nobuhiro Kawasato, japońskiego astronoma, odkrywcy 102 planetoid.